# Hårbjörnmossa
Hårbjörnmossa (Polytrichum piliferum) är en bladmossart som beskrevs av Hedwig 1801. Enligt Catalogue of Life ingår Hårbjörnmossa i släktet björnmossor och familjen Polytrichaceae, men enligt Dyntaxa är tillhörigheten istället släktet björnmossor och familjen Polytrichaceae. Arten är reproducerande i Sverige. Inga underarter finns listade i Catalogue of Life.

## Bildgalleri

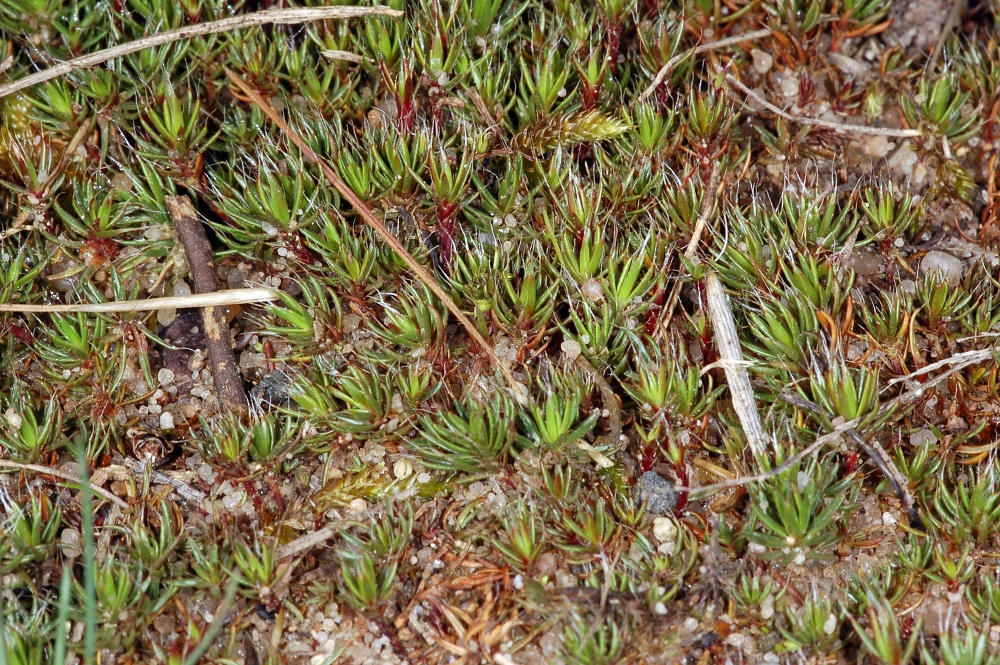
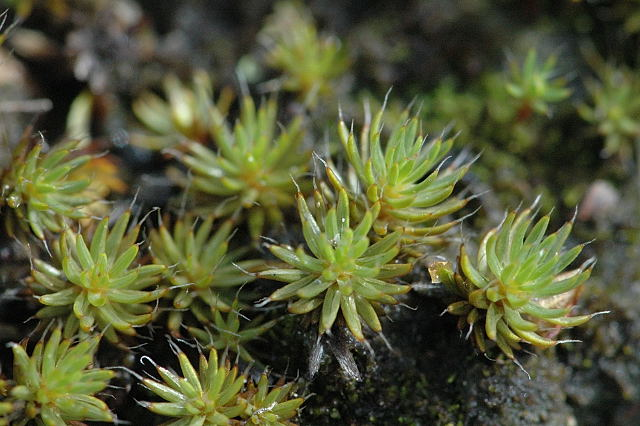
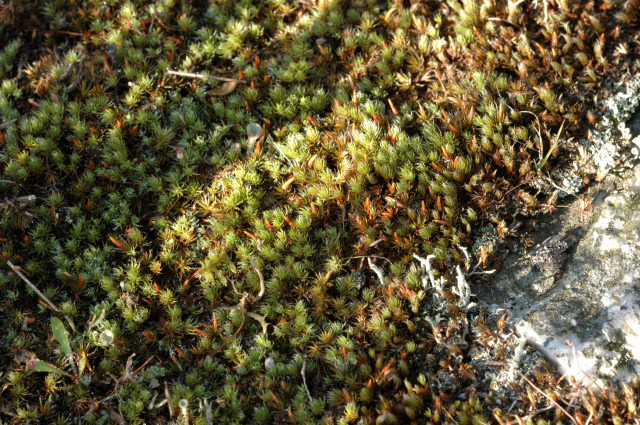
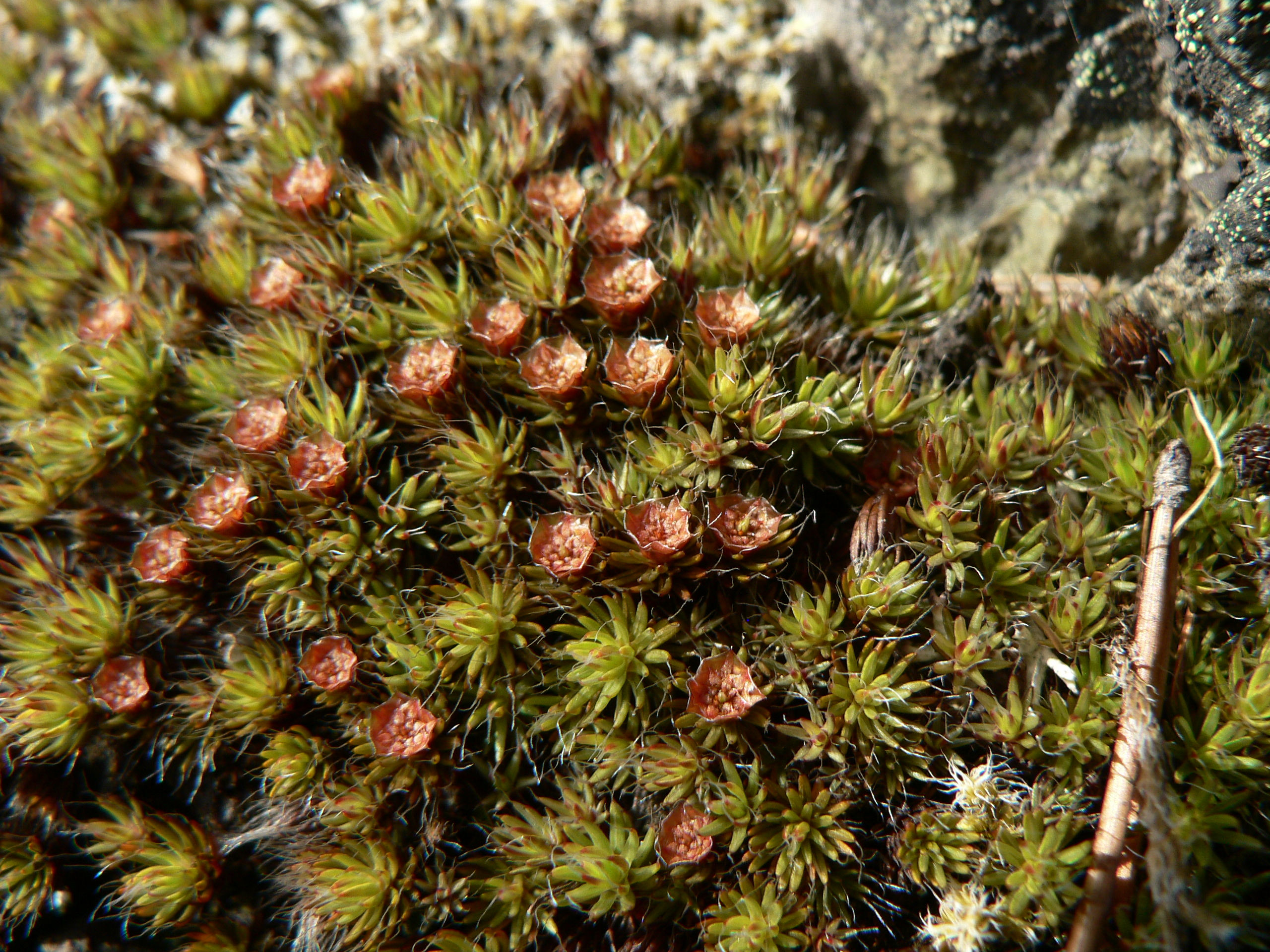
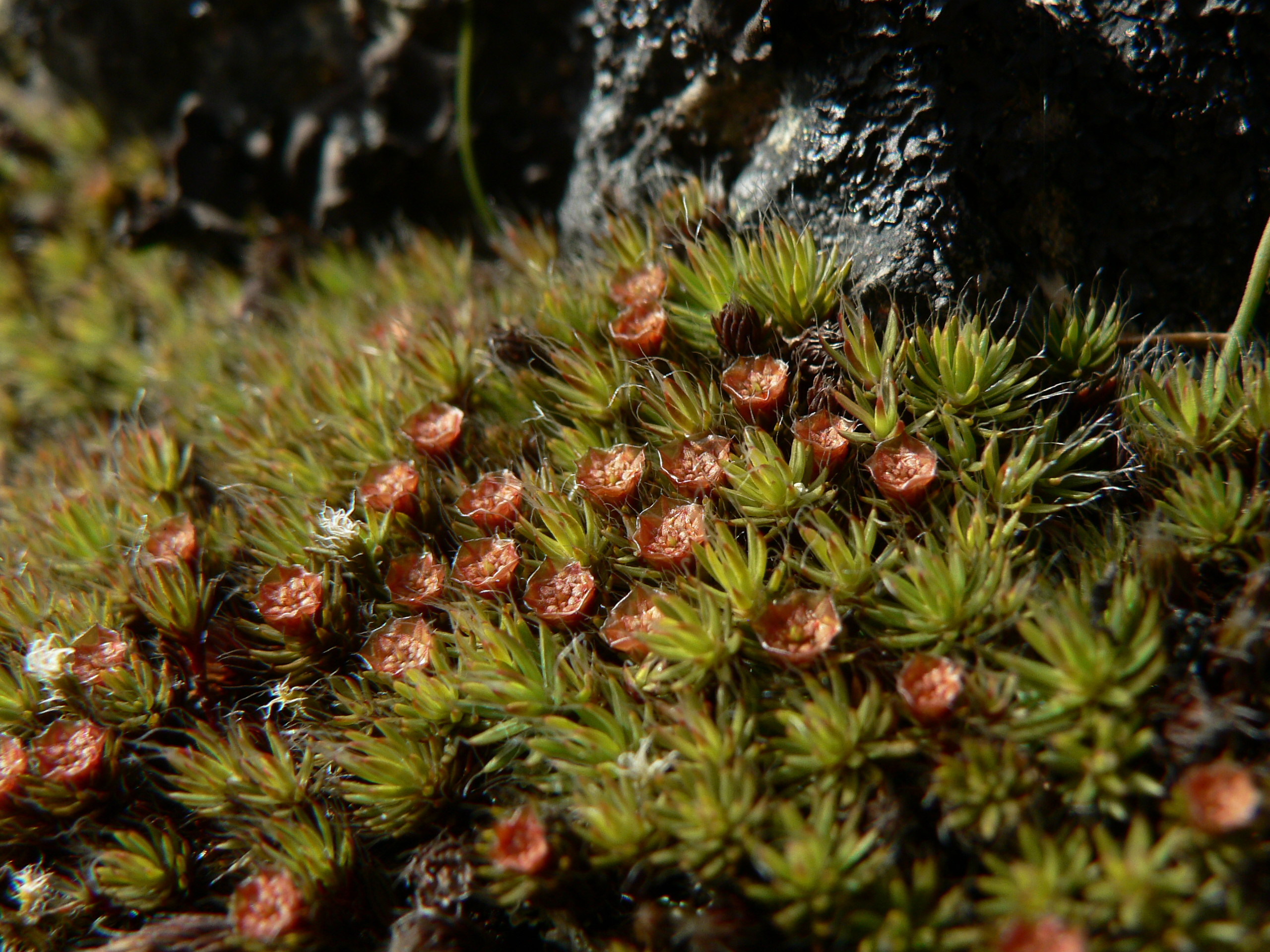